# Brijest
Brijest (lat. Ulmus) rod bjelogoričnog listopadnog drveta iz porodice brijestovka koji obuhvaća 40 vrsta. Lišće mu je jednostavno, ima kratke peteljke, dvostruko je napiljeno, na bazi izrazito asimetrično. Cvate prije listanja. Cvjetovi su dvospolni, crvenkasti, anemofilni, čine klupčaste (paštitaste) cvatove. Perigon je trajan, s 4-8 lapova na rubu. Broj prašnika jednak je broju lapova peri
gona. Plodnica je plosnata, nadrasla, s 2 njuške. Plod je jednosjemena, plosnata, ovalna ili okrugla peruška, a dozrijeva koncem svibnja; sjeme klije odmah nakon dozrijetka. Kora je debla uzdužno raspucana. Ovome rodu pripada oko 18 vrsta brijestova, koji žive u umjerenom pojasu sjeverne polutke. Kod nas rastu:
- Poljski brijest, Ulmus minor, do 40 m visoko drvo nizina i brežuljaka. Grančice su mu sitne. Lišće do 10 cm dugačko. Pupovi su sitni i tamno smeđi. Na granama i mladim stabalcima često su jača plutasta rebra. Cvjetovi i plodovi stoje u gustim kiticama, a stapka im je kratka. U cvijetu se nalazi po 5 prašnika crvenkaste boje. Njuške su bijele. Plod na rubu krilca je gol. Sjemenka se nalazi u gornjoj polovici ploda, koji je do 2,5 cm dug. Postoji mnogo odlika i forma. Obični brijest raste u srednjoj i južnoj Europi, te u sredozemnom dijelu Afrike i u umjerenom pojasu Azije. Kod nas je važan član nizinskih šuma, gdje raste s hrastom lužnjakom i bijelim jasenom. Ima ga i po brežuljcima i nižem gorju, a čest je i u primorju.
  - podvrsta Ulmus minor subsp. canescens (Melville) Browicz & Ziel.; možda je zasebna vrsta U. canescens, primorski brijest
- Gorski brijest, glatki brijest Ulmus glabra, do 40 m visoko drvo ravnog debla i široke krošnje, raste obično u području bukve. Grančice su mu odebele i dlakave. Pupovi su tamni, rđasto-dlakavi i tupi. Lišće je obrnuto jajoliko, 8-16 cm dugo, veoma hrapavo, na bujnijim mladicama s 3 vrha. Cvjetovi su u ovećim kiticama, kojima su peteljke duže nego kod nizinskog brijesta. Prašnici su ljubičasti. Njuške su crvene, plodnica i sjemenka goli, Plod je do 2,5 cm dug, obrnuto jajolik. Sjemenka se nalazi u sredini ploda. Raste u srednjoj i južnoj Europi, a prema sjeveru dopire znatno dalje od nizinskog brijesta. Rasprostranjen je i u Aziji. U Alpama ga ima do 1400 m visine.
- Bijeli brijest, vez, vezika, treperavi brijest Ulmus laevis, do 30 m visoko drvo široko zaobljene krošnje, sivo-smeđe kore i žilava lika, koje je odlično za vezanje. Grančice su do druge godine dlakave, dosta tanke. Lišće je najšire u sredini, ozdo dlakavo. Postrane žilice gornjeg dijela plojke nikad se ne razgranjuju. Cvjetovi i plodovi stoje na dugačkoj stapci. Oni čine ovelike kitice i vise. Pupovi su oštri, goli, svijetlo smeđi, s tamnim rubovima ljusaka. Plod na rubu krilca je dlakav. Sjeme se nalazi u sredini ploda. Raste u sjevernoj i srednjoj Europi, te zapadnoj Aziji. Najrasprostranjeniji je sjeverno od Alpa. Raste pretežno u nizinama.
- Turkestanski brijest ili sibirski brijest, Ulmus pumila, sin. Ulmus pinnato-ramosa
- Engleski brijest, Ulmus procera, možda sinonim za U. minor.

## Etimologija
Riječ brijest dolazi od staroslavenskog berstъ, što znači sjajan.

## Vrste
1. Ulmus alata Michx.
2. Ulmus americana L.
3. Ulmus × androssowii Litw.
4. Ulmus bergmanniana C.K. Schneid.
5. Ulmus boissieri Grudz.
6. Ulmus brandisiana C.K.Schneid.
7. Ulmus canescens Melville
8. Ulmus castaneifolia Hemsl.
9. Ulmus changii W.C. Cheng
10. Ulmus chenmoui W.C. Cheng
11. Ulmus chumlia Melville & Heybroek
12. Ulmus crassifolia Nutt.
13. Ulmus davidiana Planch.
14. Ulmus elongata L.K. Fu & C.S. Ding
15. Ulmus gaussenii W.C. Cheng
16. Ulmus glabra Huds.
17. Ulmus glaucescens Franch.
18. Ulmus harbinensis S.Q. Nie & K.Q. Huang
19. Ulmus × hollandica Mill.
20. Ulmus × intermedia Elowsky
21. Ulmus ismaelis Todzia & Panero
22. Ulmus kunmingensis W.C.Cheng
23. Ulmus laciniata (Trautv.) Mayr
24. Ulmus laevis Pall.
25. Ulmus lamellosa C. Wang & S.L. Chang
26. Ulmus lanceifolia Roxb. ex Wall.; vijetnamski brijest
27. Ulmus lesueurii Standl.
28. Ulmus macrocarpa Hance
29. Ulmus × mesocarpa M.Kim & S.Lee
30. Ulmus mexicana (Liebm.) Planch.
31. Ulmus microcarpa L.K. Fu
32. Ulmus minor Mill.
33. Ulmus parvifolia Jacq.
34. Ulmus prunifolia W.C. Cheng & L.K. Fu
35. Ulmus pseudopropinqua Wang & Li
36. Ulmus pumila L.
37. Ulmus rubra Muhl.
38. Ulmus serotina Sarg.
39. Ulmus szechuanica W.P. Fang
40. Ulmus thomasii Sarg.
41. Ulmus uyematsui Hayata
42. Ulmus villosa Brandis ex Gamble
43. Ulmus wallichiana Planch.